# Myself (신해철의 음반)
《Myself》는 대한민국의 음악인 신해철의 두 번째 솔로 정규앨범으로, 모든 수록곡이 그의 자작곡으로 이루어진 첫 작품이다. 
그가 친구들과 모여 조직한 음악 그룹 무한궤도가 출전했던 1988년 대학가요제에서의 대상 수상 곡 〈그대에게〉를 다시 녹음하여 수록했다.

## 수록곡
- 전체 작사·작곡·편곡: 신해철

### CD
| #             | 제목                       | 작사·작곡     | 재생 시간 |
| ------------- | -------------------------- | ------------- | --------- |
| 1.            | 〈THE GREATEST BEGINNING〉 | 신해철        | 1:46      |
| 2.            | 〈재즈 카페〉              | 신해철        | 4:31      |
| 3.            | 〈나에게 쓰는 편지〉       | 신해철        | 4:41      |
| 4.            | 〈다시 비가 내리네〉       | 신해철        | 4:12      |
| 5.            | 〈그대에게〉               | 신해철        | 4:23      |
| 6.            | 〈내 마음 깊은 곳의 너〉   | 신해철        | 4:46      |
| 7.            | 〈아주 오랜 후에야〉       | 신해철        | 3:55      |
| 8.            | 〈50년 후의 내 모습〉      | 신해철        | 4:42      |
| 9.            | 〈길 위에서〉              | 신해철        | 6:00      |
| 총 재생 시간: | 총 재생 시간:              | 총 재생 시간: | 39:44     |

### LP
| #  | 제목                       | 재생 시간 |
| -- | -------------------------- | --------- |
| 1. | 〈THE GREATEST BEGINNING〉 | 1:46      |
| 2. | 〈재즈 카페〉              | 4:31      |
| 3. | 〈나에게 쓰는 편지〉       | 4:41      |
| 4. | 〈다시 비가 내리네〉       | 4:12      |
| 5. | 〈그대에게〉               | 4:23      |

| #  | 제목                     | 재생 시간 |
| -- | ------------------------ | --------- |
| 1. | 〈내 마음 깊은 곳의 너〉 | 4:46      |
| 2. | 〈아주 오랜 후에야〉     | 3:55      |
| 3. | 〈50년 후의 내 모습〉    | 4:42      |
| 4. | 〈길 위에서〉            | 6:00      |

## 참여
이 목록은 해당 앨범의 콤팩트 카세트나 LP가 아닌 CD포맷의 부클릿 〈staff〉목록을 참고하였다.
- 신해철 - 보컬, 신시사이저, 어쿠스틱/전자 피아노, 전기 기타, 드럼, 타악기, 건반, 베이스 기타, 프로그래밍, 퍼포먼스, 코러스
- 이정식 - 색소폰(2, 4, 7)
- 정석원 - 피아노(6)
- 민재현 - 베이스(5, 6)
- 반상균 - 전기 기타(5, 6)
- 민병식 - 드럼(6)
- 박청귀 - 전기 기타(7)
- 김의석 - 어쿠스틱 기타(9)
- 성지훈, 정석원, 윤종신, 김태우, 한아로, 김혁경, 송주현 - 코러스

스탭
- 유재학 - 이그제큐티브 프로듀서
- 성지훈 - 공동 프로듀서
- 최세영 - 녹음, 믹싱
- 노양수, 도정희 - 추가 녹음